# ایوون شو
ایوون شو (به ایتالیایی: Yvonne Sciò) (زاده ۱ ژانویهٔ ۱۹۶۹) بازیگر، مدل ایتالیایی است.
از فیلم‌های معروف او می‌توان به بازی در فیلم خواهری پسران و تورنته ۳: محافظ شخصی اشاره کرد.